# Schloss Nové Zámky (Nesovice)

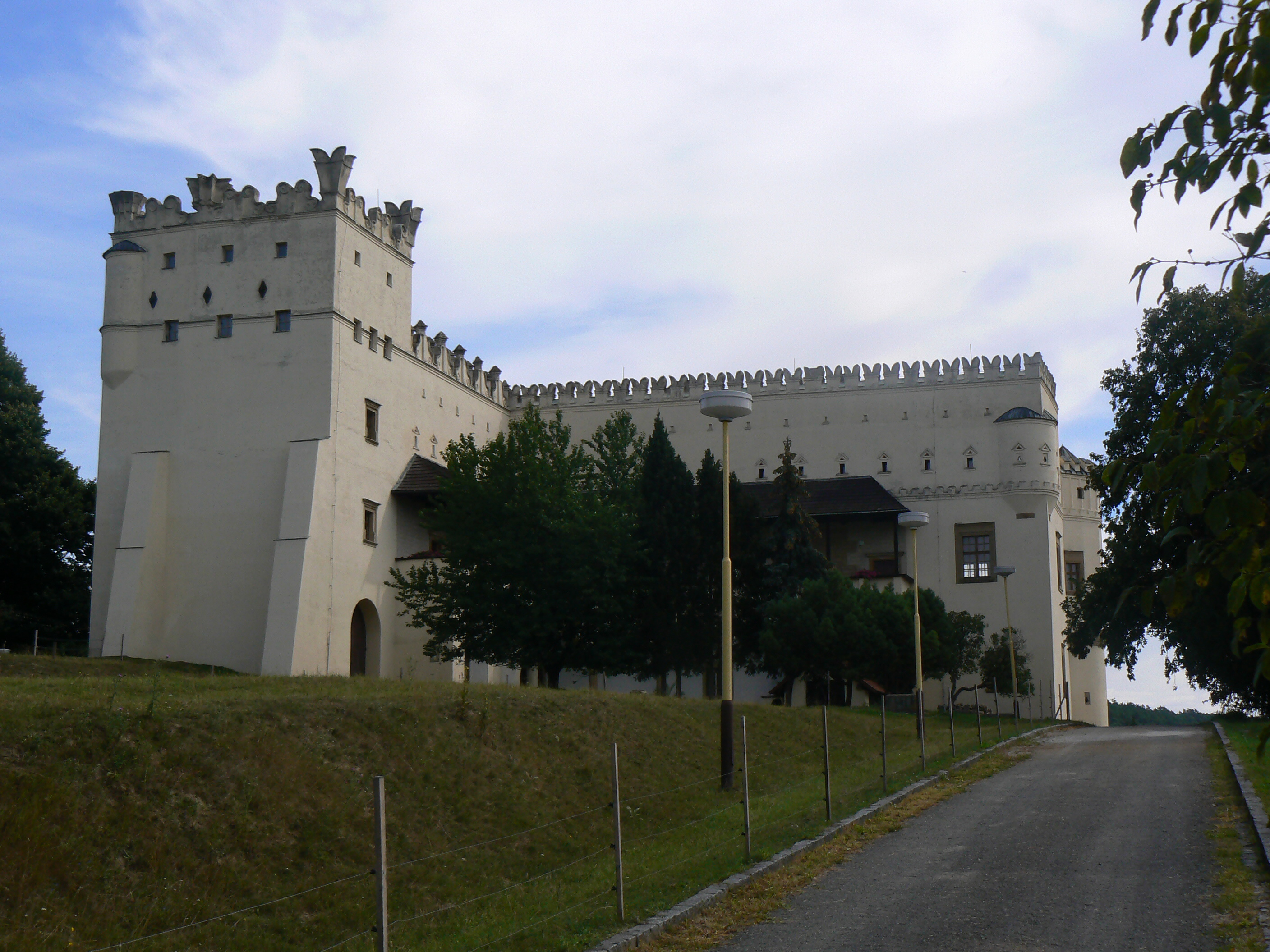
Schloss Nové Zámky

Das Schloss Nové Zámky (deutsch Neuschloß) ist ein Renaissancebau in der Ortschaft Nové Zámky der Gemeinde Nesovice im Okres Vyškov, Tschechien. Es wurde nie fertiggestellt.

## Geographie
Das Schloss befindet sich im Osten von Nesovice auf einer Terrasse am rechten Ufer des Flusses Litava. Gegen Nordosten erheben sich die Hügel der Litenčické vrchy, im Südosten das Marsgebirge und südlich der Ždánický les (Steinitzer Wald).

## Geschichte
Das Schloss wurde ab 1561 für Záviš von Víckov und Bolerady und seine Frau Johanka von Háj als neuer repräsentativer Sitz angelegt, um damit die Feste Dobročkovice als Herrschaftssitz zu ersetzen. Nachdem der Bauherr 1569 nach der Fertigstellung eines Viertels des neuen Schlosses verstorben war, ließ sein Nachfolger Přemek von Víckov die Arbeiten fortführen. Jedoch fehlten ihm die zur Vollendung des großen Projektes erforderlichen Mittel, so dass der Bau schließlich eingestellt werden musste. 1575 verkaufte Přemek von Víckov das unvollendete Schloss an die Brüder Heinrich und Sigismund von Zástřizl, die es wenig später an die Martinovský von Rozseč weiter veräußerten. Nachfolgend wechselten die Schlossherren häufig, vollendet wurde der mächtige Torso niemals.

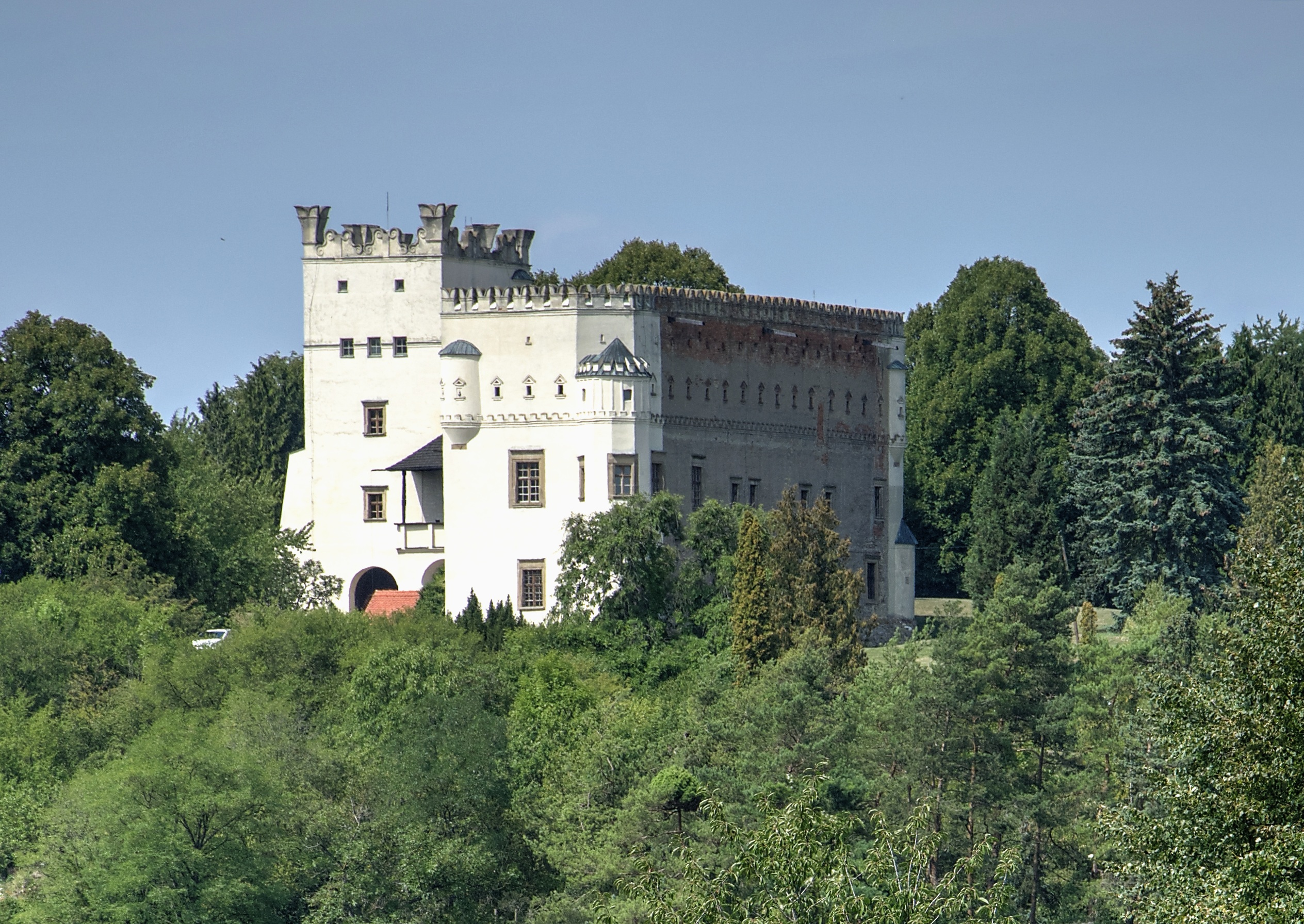
Neuschloss

Während des Dreißigjährigen Krieges wurde das dem Aufständischen Adam Kravařský von Šlejvice gehörige Schloss nach der Schlacht am Weißen Berg konfisziert und an den kaiserlichen Kammerherrn und Günstling Nikolaus Nusser von Nußeck verkauft. 1645 plünderten und verwüsteten die Schweden Neuschloss. Nachdem Nusser wegen Veruntreuungen seinen Besitz und seine Ämter verloren hatte, erhielt im Jahre 1660 Karl Kaspar von der Leyen dessen Güter. Ihm folgte 1664 Georg Ludwig von Sinzendorf. Er verkaufte das Schloss umgehend an den Kommandanten der Festung Ungarisch Hradisch, Alexander Heinrich von Schleswig-Holstein-Gottorf. Nach weiteren Besitzerwechseln erwarb 1750 der Gründer der Gelehrtengesellschaft Societas incognitorum, Josef Leopold von Petrasch den Besitz. Er nutzte das Schloss für antike Spiele. Im Jahre 1798 erwarb Alois Joseph von Liechtenstein die Güter für 135000 Gulden und schloss sie seiner Herrschaft Butschowitz an. Dadurch erlosch der Herrschaftssitz.
Das Schloss wurde fortan als Depot und Wohngebäude genutzt und sein Verfall begann. Nachfolgend erfolgte der Abbruch des westlichen Teiles des Nordflügels. Später überließen die Liechtensteiner das Schloss dem Besitzer der Austerlitzer Zuckerfabrik, E. Seidl. Im Zuge der Bodenreform erwarb der Legionär Alois Cigánek in den 1920er Jahren das Schloss und Gut Nový Zámek. In der zweiten Hälfte des 20. Jahrhunderts wurde die örtliche landwirtschaftliche Genossenschaft Besitzer des Schlosses und wirtschafte es völlig darnieder.
Auf Initiative der Staatlichen Denkmalspflege begann in den 1970er Jahren eine Renovierung des Schlosses, um seinen völligen Verfall zu verhindern. Nach 1990 ging das in den Besitz des Krajského památkového střediska (KPS) über. Nach der Restitution befand sich das Schloss seit 2002 in Besitz der Familie Florián und ist seit dem Verkauf im Jahre 2004 nur noch zu besonderen Anlässen öffentlich zugänglich. Es dient als Wohnsitz.

## Bauwerk
Das von einem aus Norditalien stammenden Baumeister Vlach (Italiener), dessen tatsächlicher Name unbekannt ist, entworfene Projekt sah einen vierflügeligen zweigeschossigen Bau im Stile norditalienischer Kastelle mit rechteckigem Innenhof und prismatischen Turm vor. Realisiert wurden nur der Ostflügel und der halbe Nordflügel. Unter den Liechtensteinern erfolgte der Abbruch des westlichen Teils des Nordflügels.

## Bemerkungen
1. ↑  möglicherweise könnte es sich dabei um den zu dieser Zeit in Südböhmen und -mähren wirkenden Baumeister Antonio Ericer handeln, der gelegentlich auch als Antonio Vlach bezeichnet wird; jedoch gibt es dafür keinen Nachweis